# مقبرة غا

التابوت الداخلي لمومياء "خع" التي وجدت في المقبرة رقم "طيبة 8 " ، وهي الآن موجودة في "متحف إيجيزيو" بتورينو.

مقبرة خع ومريت  أو بالرمز العلمي «تي تي 8» (بالإنجليزية: TT8 أو Theban Tomb 8) هي أحد المكتشفات الهامة في مصر وهي مقبرة لناظر العمال في عهد قدماء المصريين الذين كانوا يعملون في بناء مقابر الفراعنة في وادي الملوك. أهمية هذه المقبرة تنبع من كونها مقبرة لأحد الاثرياء وليس لأحد الملوك ولم يصلها اللصوص فبقيت بكل مافيها من ثروات أخلفها ناظر العمال «خع» وزوجته «مريت». عثر على المقبرة «ارثر وايجل» و «إرنستو شياباريلي» في عام 1906 حيث كانا يعملان في أطار بعثة تنقيب إيطالية في وادي الملوك وفي دير المدينة.
كان صالة التعبد الخاصة بخع ومريت معروفة منذ أعوام أنذاك. فكانت البعثة على ثقة بأن مقبرتهما تقع بالقرب من تلك الصالة. وكان معروف أيضا للبعثة أن «خع» كان رئيس العمال في دير المدينة حيث تولى مسؤولية بناء مقابر ثلاثة من فراعنة مصر على التوالي:أمنحتب الثاني وتحتمس الرابع وأمنحتب الثالث.
كان على «مزار» خع وزوجته هرما صغيرا، أخذ بواسطة بعض الزوار إلى فرنسا وهو موجود الآن في متحف اللوفر بباريس.
كانت مفاجأة لـ«شيباريلي» أن عثر على مقبر خع ومريت بالقرب من «المزار» الجميل ذو الرسومات الملونة الذي تعبر عن تصور قدماء المصريين للحياة بعد الموت. كانت المقبرة تحتوي على تابوتي «مريت» و «خع»، كما تحتوي على جميع الأثاث الذي كانا يستخدمانه في حياتهما من أوان للاكل وقوارير للزينة، وسرائر وكراسي مصنوعة بإتقان مثل ما نعهدة في مقبر توت عنخ أمون. أخذت البعثة الإيطالية تلك الاثار وأودعتها في «متحف إيجنيزيو» في مدينة تورينو، كجزء مما أخذوه من أثار مصرية أخرى معروضة هناك.
عثر «شيبارييلي» أيضا على شقفات طبية من دير المدينة.

## الأسماء بالهيروغليفية
| N28 · a · Y1 |

 خع...و... مريت 
| mr | i | i | t | B1 |

## محتويات المقبرة

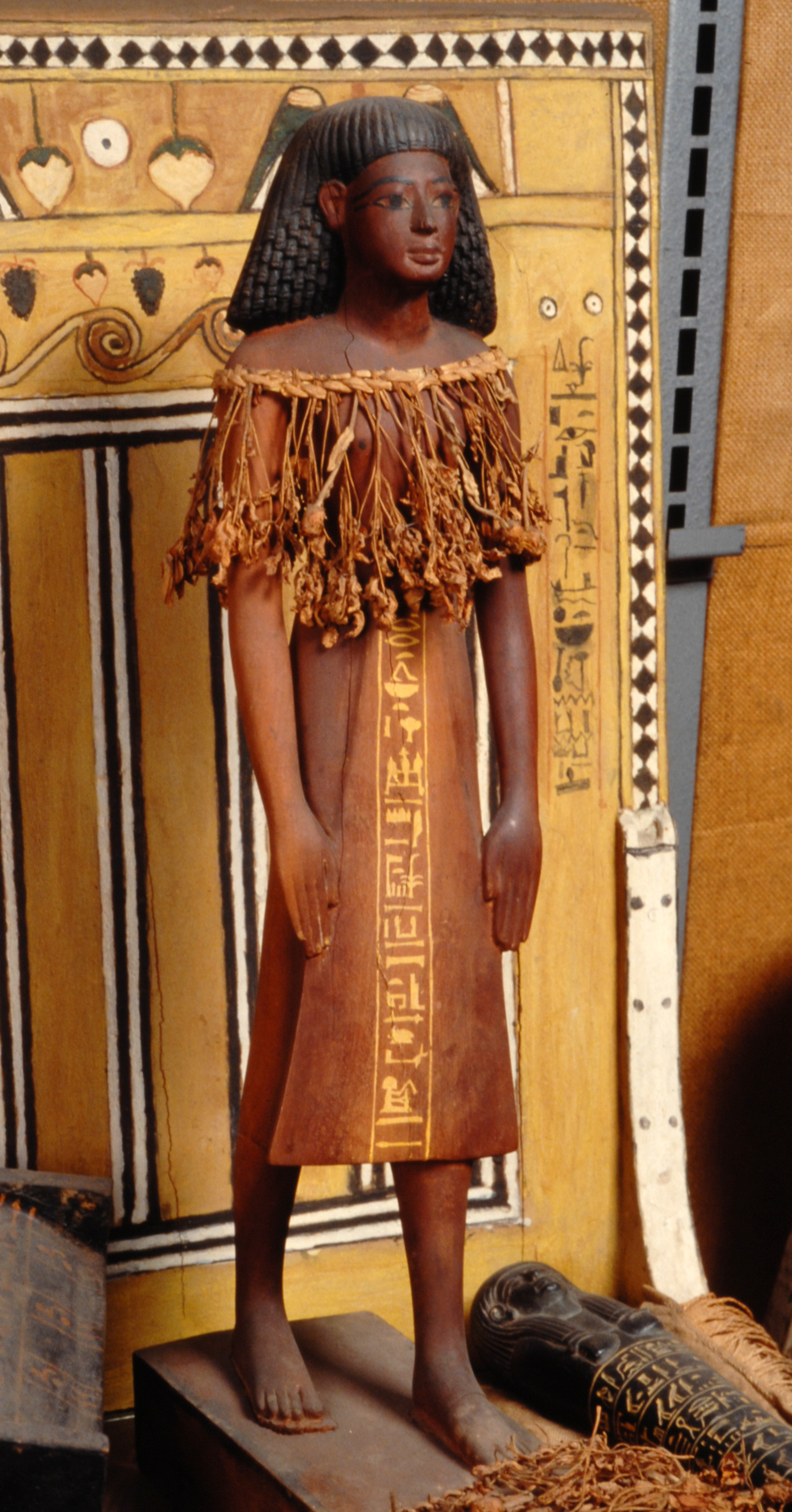
تمثال خع

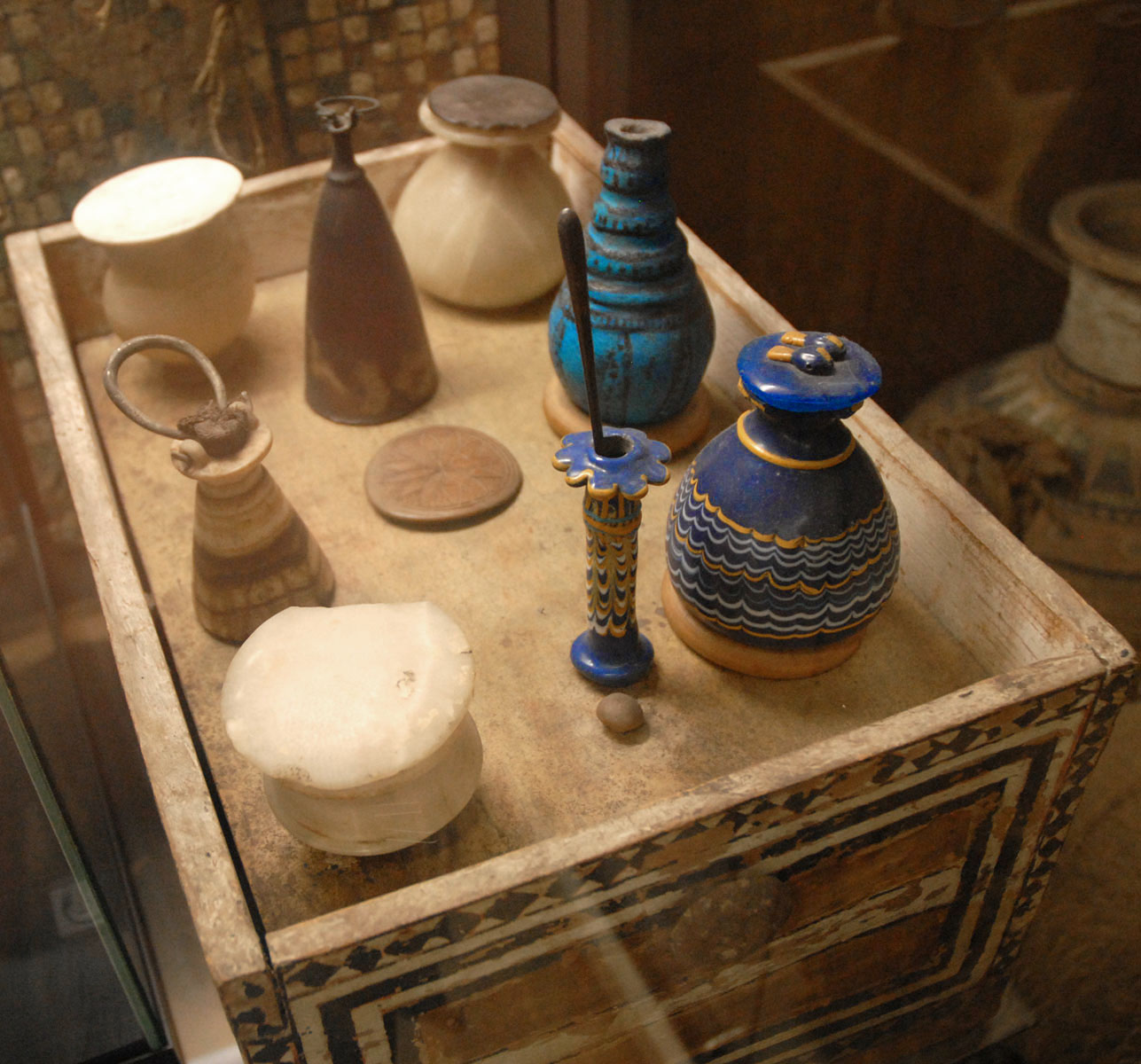
أدوات زينة "مريت".

الاثار التي عثر عليها في مقبرة غا وزوجته مريت تدل على الغنى ويسر الحياة. وقد وجدت جميع الاثار متراصة بنظام حيث لم يصلها دخيل أو لصوص، مثلما حدث في مقبرة توت عنخ أمون حيث كانت هناك محاولة لسرقته في العهد القديم ولكن السرقة لم تنجح وهرب اللصوص سريعا، فتركت الاثار معبثرة في مقبرة توت عنخ أمون. بل ان مقبرة خع ومريت وجدت «مكنوسة» قبل غلقها.
.
وجدت «مريت» في التابوت الخاص بـ«خع» ويعزى ذلك إلى وفاتها الغير متوقعة قبله، فوضعت موميائها في التابوت الذي جهزه لنفسه. التابوتان مصنوعان بعناية وعليهما رسومات وكتابات هيروغليفية جميلة تدل على ثرائهما، والمومياتان تحتويتان على حلقان وعقود ذهبية تحت الأربطة. التابوتان نفسهما عليهم تعاويذ ورسومات للآلهة، ووصف لبعض ما سوف يقابله «الميت» في طريقه إلى العالم الآخر. ووجد في تابوت «خع» نسخة من كتاب الموتى وهو واحد من أقدم كتب الموتى التي عثر عليها في مصر القديمة. كان «خع» قد وكل الكهنة في طيبة بكتابته له ولزوجته ليكون لهما مرشدا في الانتقال إلى العالم الآخر ومقابلة الآلهة ويوم الحساب أمام أوزوريس. كتاب الموتى من البردي وهو عبارة عن ورقة بردي مكتوبة وموضحة بالرسومات ويبلغ طولها نحو 14 متر وملفوفة، وموضوعة بجواره في تابوته.
. وفي عصرنا الحديث قام علماء الآثار في إيطاليا بفحص مومياء «خع» بواسطة أشعة إكس لكي لا يفسدوا أربطة التحنيط ووجدوا تحت الاربطة عقد غليظ من الذهب واقراط (حلقان) من الذهب في الأذنين. وكان ذلك من أقدم ما عثر عليه في التاريخ لرجال يتزينون بالحلقان.
"
كما وجد في المقبرة تمثال لـ «خع» واقفا، وطبقا لاعتقاد قدماء المصريين أن «الروح» ستتقمصه عند عودتها إلى الجسم إذا وجدت أن المومياء غير صالحة. على جلباب «خع» توجد تعويذة مكتوبة لمساعدته في المثول أمام أوزوريس في العالم الآخر، تنتهي بإسمه و «الصادق في كلامه» (ماع خرو) - أي «صدق ما يقوله عما عمله أثناء حياته في الدنيا». (في أيامنا هذه نقول عن الميت «المغفور له»).

## آثار خع ومريت
ذهبت جميع محتويات مقبرة خع ومريت - ماعدا قطعطان صغيرتان - إلى المتحف المصري في تورينو. وقد عثر على مقبر خع ومريت في نفس الوقت تقريبا الذي عُثر فيه على المقبرة
KV55 وقبل العثور على المقبرة KV46 بسنتين وهي مقبرة «يويا» و «تويا»، وهي تحتوي على نفس عناصر ما وجد في المقبرة «تي تـي 8» (مقبرة خع ومريت). وطبقا للتسلسل التاريخي فقد بنيت مقبرة «يويا» و «تويا» بعدها بسنوات خلال حكم أمنحتب الثالث.

## بعض الصور

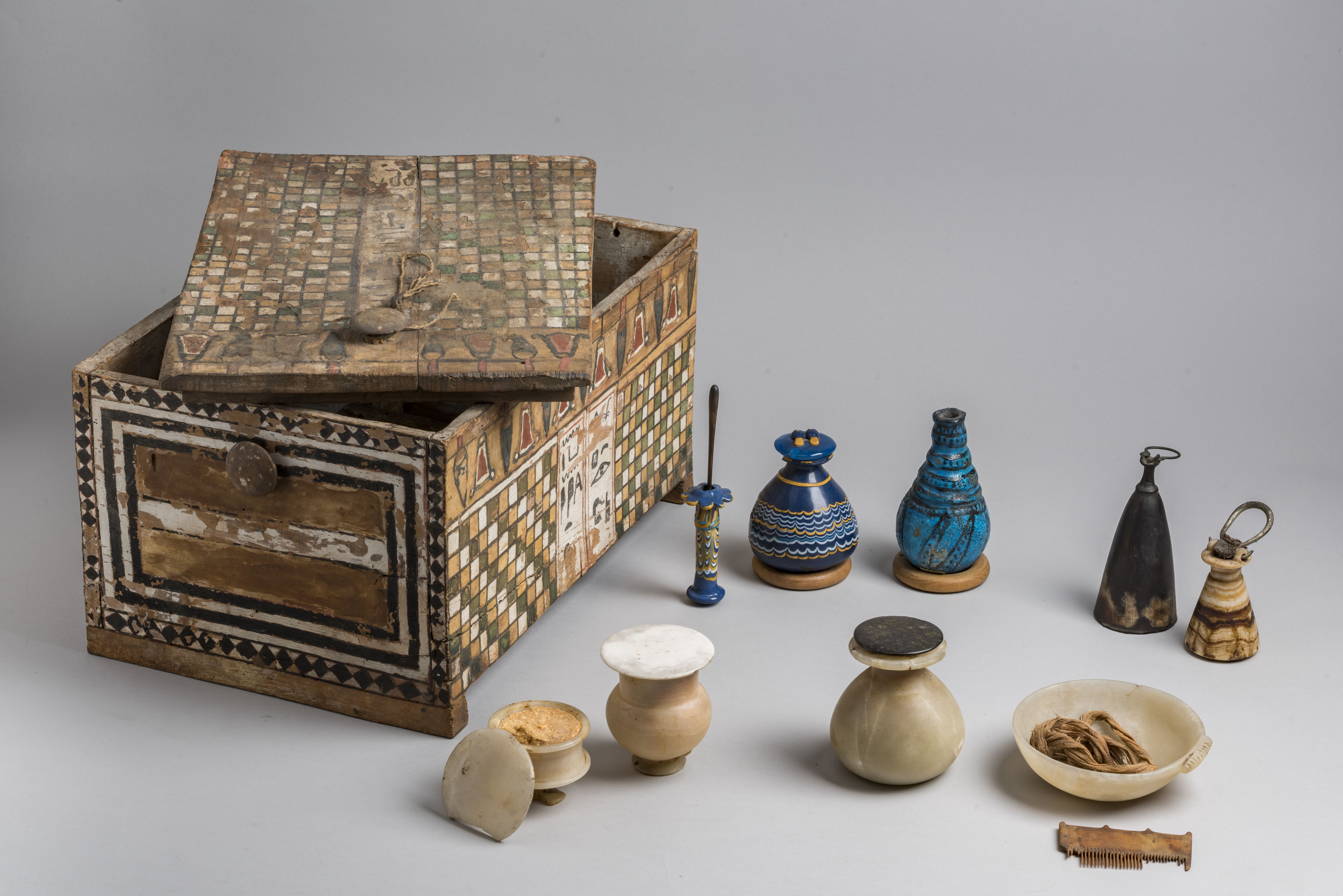
بعض ماعثر عليه في مقبرة غا و مريت
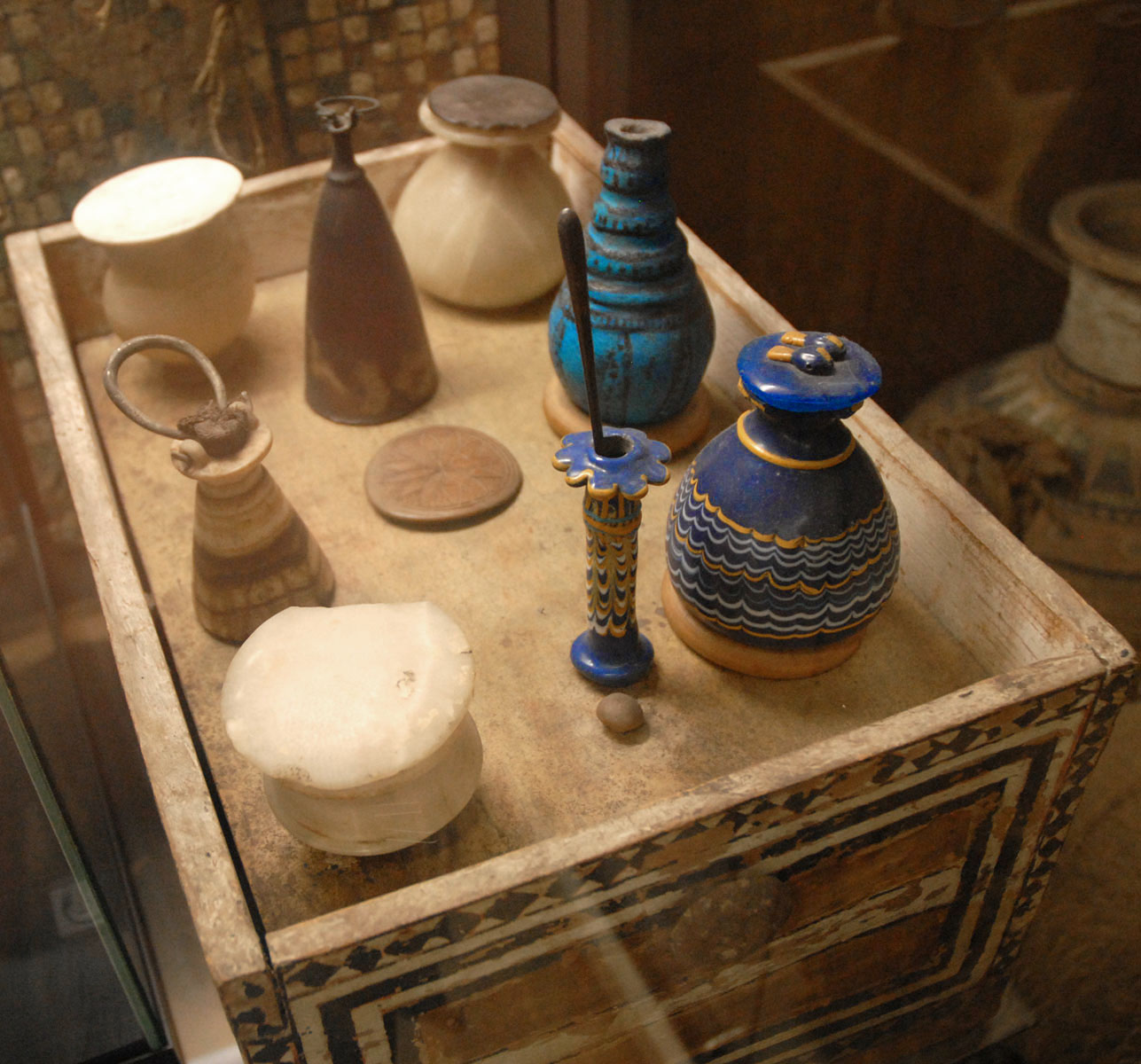
صندوق "مريت " وبه قوارير زينتها وعطورها

## وصلات خارجية
- Offizielle Seite (Englisch)
- Scans of Norman and Nina De Garis Davies' tracings of Theban Tomb 8 (external).

## اقرأ أيضا
| - أمنحتب الثالث - مقبرة سن-نيجم - مقبرة تحتمس الثالث - وادي الملوك - دير المدينة - خادم في مكان الحقيقة - مقبرة TT81 - مقبرة حرشف حوتب | - مقبرة حتب حرس - أوشبتي - فاينس - جعران فرعوني - صولجان واس - مري رع - شقفات طبية من دير المدينة - الطب في مصر القديمة |  |